# Sikorsky H-19 Chickasaw
Сікорскі H-19 «Чі́касо» (англ. Sikorsky H-19 Chickasaw) — багатоцільовий вертоліт, який розробили у Sikorsky Aircraft на замовлення Збройних сил США. У 1948 році Сікорський І. І. отримав контракт на п'ять вертольотів загального призначення S-55 для випробувань у Повітряних силах США під позначенням YH-19. 10 листопада 1949 року перший з них піднявся в повітря. 28 квітня 1950 року ВМС США замовили 10 машин HO4S-1 (аналогічних Н-19А), а потім ще на 61 вертоліт HO4S-3, створений на основі вертольота Н-19В. Для Берегової охорони США був розроблений вертоліт HO4S-3G, рятувальна версія H-19. Варіанти для перевезення особового складу і десантників були позначені HRS-1 і HRS-2 і походили на вертоліт HO4S-1. 72 машини Н-19С і 338 апаратів Н-19D Армії США, відомі як «Чікасо», були аналогами варіантів Н-19А і Н-19В відповідно.
Ліцензійним виробництвом вертольотів цього типу займалися компанія SNCA у Франції і компанія Westland в Великої Британії. Загалом було вироблено понад 1 700 гелікоптерів цієї серії, різних модифікацій. Машини експлуатувалися більше ніж у 40 країнах світу.

## Модифікації
- YH-19 — машини першої серії. Замовлено в 1951 році 5 одиниць для Повітряних сил США.
- H-19A — вертольоти з двигуном Pratt & Whitney R-1340-57, 600 к.с. Замовлено 50 одиниць для ПС США. Машини отримали позначення UH-19A в 1962 році.
- SH-19A — модифікована версія попередньої моделі Н-19A. Призначений для порятунку з повітря в море. Перейменований на HH-19A у 1962 році.
- H-19B — модель H-19A з більш потужним двигуном Wright R-1300, 700 к.с., перейменований на UH-19B в 1962 році, побудовано 264 одиниці.
- SH-19B — Н-19B в рятувальному варіанті, перейменований в HH-19B в 1962 році.
- H-19C — варіант H-19A для армії США, побудовано 72 одиниці, перейменований в UH-19C в 1962 році.
- H-19D — варіант Н-19В для армії США, побудовано 301 одиниця, перейменований в UH-19D в 1962 році.
- HO4S-1 — версія вертольота H-19A для ВМС США, побудовано 10 одиниць.
- HO4S-2 — рятувальні вертольоти для берегової охорони. Встановлений двигун Pratt & Whitney R-1340-57, 550 к.с. Побудовано 3 одиниці для Канадських ВМС. Перейменовані на HO4S-3 в 1962 році.
- HO4S-2G — версія HO4S-2, побудовано 7 одиниць для Берегової охорони США.
- HO4S-3 — спільний проект США і Канади з двигуном Wright R-1300 на замовлення військово-морських сил. У 1962 році американські вертольоти поміняли позначення на UH-19F, канадські залишилися без змін. Побудовано 79 одиниць.
- HO4S-3G — Версія HO4S-3 для берегової охорони США, позначення змінено на HH-19G в 1962 році, побудовано 30 одиниць.
- HRS-1 — Варіант HO4S для Морської Піхоти США з двигуном Pratt & Whitney R-1340-57, 600 к.с., побудовано 60 машин.
- HRS-2 — Варіант HRS-1, зі змінюваним обладнанням, побудовано 101 машина.
- HRS-3 — Варіант HRS-2 з двигуном Wright R-1300, 700 к.с., побудовано 105 машин. У 1962 році отримав позначення CH-19E.
- HRS-4 — проект вертольота з двигуном Wright R-1820, 1025 к.с., не будувався.
- UH-19A — H-19A перейменований у 1962 році.
- HH-19A — SH-19A перейменований у 1962 році.
- UH-19B — H-19B перейменований у 1962 році.
- HH-19B — SH-19B перейменований у 1962 році.
- CH-19E — HRS-3 перейменований у 1962 році.
- UH-19F — HO4S-3 перейменований у 1962 році.
- HH-19G — HO4S-3G перейменований у 1962 році.
- S-55 — комерційна версія з двигуном Pratt & Whitney R-1340-57, 600 к.с.
- S-55A — комерційна версія з двигуном Wright R-1300-3, 800 к.с.
- S-55B — це позначення отримали конверсійні вертольоти H-19 передані з армії в цивільну авіацію. Укомплектовані двигуном Wright R-1300-3, 800 к.с.
- S-55C — вертоліт S-55A з двигуном Pratt & Whitney R-1340-57, 600 к.с.
- S-55T — вертоліт виробництва компанії Helitec з оновленим устаткуванням і з турбовальним двигуном Garrett AiResearch TPE-331-3U-303, 650 к.с.
- S-55QT — спеціально розроблений ультра-тихий вертоліт для туристичних польотів по Великому каньйону.
- OHA-S-55 Heli-Camper — комерційна версія компанії Orlando Helicopters.
- OHA-S-55 Nite-Writer — вертоліт для повітряної реклами, обладнаний світловою панеллю.
- OHA-S-55 Bearcat — вертоліт для сільського господарства.
- ВОНА-S-55 Heavy Lift — вертоліт-літаючий кран
- QS-55 Aggressors — повітряні мішені, що імітують Мі-24
- ВОНА-АТ-55 Defender — експериментальний вертоліт. Вивчається можливість нести різні види озброєння.
- Whirlwind HAR21 — HRS-2, виготовлені для ВМС Великої Британії. Побудовано 10 машин.
- Whirlwind HAS22 — H04S-3, виготовлені для ВМС Великої Британії. Побудовано 15 машин.

## Країни-оператори
| - Аргентина - Бельгія - Бразилія - Велика Британія - Венесуела - Данія - Домініканська республіка - Гаїті - Греція - Гватемала - Камбоджа | - Канада - Демократична Республіка Конго - Куба - Ізраїль - Іспанія - Італія - Індія - Нідерланди - Норвегія - Пакистан | - Португалія - Південний В'єтнам - Сполучені Штати Америки - Таїланд - Туреччина - Філіппіни - Франція - Чилі - Югославія - Японія |